# Glasgow, Virginia
Glasgow är en ort i Rockbridge County i delstaten Virginia, USA.